# Ligne 131 (chemin de fer slovaque)
La ligne 131 des chemins de fer Slovaque relie Bratislava à Komárno. La ligne est une voie simple non électrifiée.

## Histoire

### Mise en service à une voie
- Bratislava - Dunajská Streda 23 août 1895.